# Лецкань
Лецкань, Лецкані (рум. Lețcani) — село у повіті Ясси в Румунії. Входить до складу комуни Лецкань.
Село розташоване на відстані 322 км на північ від Бухареста, 14 км на захід від Ясс.

## Населення
За даними перепису населення 2002 року у селі проживали 3528 осіб, з них 3524 особи (99,9%) румунів. Усі жителі села рідною мовою назвали румунську.